# Rolf Wolfshohl
Rolf Wolfshohl (ur. 27 grudnia 1938 w Kolonii, zm. 18 września 2024) – niemiecki kolarz szosowy, przełajowy i torowy, zwycięzca Vuelta a España i wielokrotny medalista przełajowych mistrzostw świata.

## Kariera
Pierwszy sukces w karierze Rolf Wolfshohl osiągnął w 1958 roku, kiedy zdobył brązowy medal w kategorii elite podczas przełajowych mistrzostw świata w Limoges. W zawodach tych wyprzedzili go jedynie Francuz André Dufraisse oraz Włoch Amerigo Severini. Na rozgrywanych rok później mistrzostwach świata w Genewie był drugi za Renato Longo z Włoch, a podczas mistrzostw świata w Tolosie w 1960 roku był już najlepszy. Został tym samym pierwszym w historii niemieckim mistrzem świata w kolarstwie przełajowym. Zwyciężał także na MŚ w Hanowerze (1961) i MŚ w Calais (1963), drugie miejsce zajmował na MŚ w Cavarii (1965), MŚ w Zurychu (1967), MŚ w Magstadt (1969) i MŚ w Pradze (1972), a podczas MŚ w Beasain (1966), MŚ w Zolder (1970) i MŚ w Londynie (1973) stawał na najniższym stopniu podium. W walce o złoto trzykrotnie wyprzedzał go Renato Longo (1959, 1965 i 1967), a dwukrotnie Belg Eric De Vlaeminck (1969 i 1972). Wielokrotnie zdobywał też złote medale na mistrzostwach RFN.
Równocześnie Wolfshohl startował też na szosie. Na tym polu jego największe sukcesy to zwycięstwa w Ronde van Limburg (1959), Tour de l’Aude, Euskal Bizikleta, Vuelta al País Vasco (1962) oraz wyścigu Paryż-Nicea (1968). Kilkakrotnie startował w Vuelta a España, przy czym w 1965 roku zwyciężył w klasyfikacji generalnej. Dwa lata później wygrał jeden z etapów, ale całego wyścigu nie ukończył. Był także szósty w klasyfikacji generalnej w 1969 roku. Wielokrotnie brał udział w Tour de France, wygrywając łącznie dwa etapy (po jednym w latach 1967 i 1970). W pierwszej dziesiątce klasyfikacji generalnej znalazł się tylko raz – w 1968 roku był szósty. W tym samym roku zdobył także mistrzostwo RFN w wyścigu ze startu wspólnego zawodowców. W 1959 roku zdobył ponadto brązowy medal torowych mistrzostw kraju po tym, jak zajął trzecie miejsce w indywidualnym wyścigu na dochodzenie. Nigdy nie zdobył medalu na szosowych ani torowych mistrzostwach świata. Nigdy też nie wystąpił na igrzyskach olimpijskich. W 1976 roku zakończył karierę.

## Najważniejsze zwycięstwa
- 1960 – mistrzostwo świata w kolarstwie przełajowym
- 1961 – mistrzostwo świata w kolarstwie przełajowym
- 1962 – Euskal Bizikleta, Dookoła Kraju Basków
- 1963 – mistrzostwo świata w kolarstwie przełajowym
- 1965 – dwa etapy i klasyfikacja generalna Vuelta a España
- 1967 – etap w Tour de France
- 1968 – Paryż-Nicea
- 1970 – etap w Tour de France

## Doping
Podczas przełajowych mistrzostw świata w Luksemburgu Wolfshohl zajął drugie miejsce za Erikiem De Vlaeminckiem. Po wykryciu jednak w jego organizmie substancji niedozwolonych zmuszony był zwrócić srebrny medal. Nie odsunięto go jednak od dalszych startów.